# Ligitan
Đảo Ligitan (tiếng Mã Lai: Pulau Ligitan) là một đảo nhỏ thuộc Tawau, Sabah, Malaysia. Trong quá khứ, Ligitan là tâm điểm tranh chấp lãnh thổ giữa Malaysia và Indonesia. Vụ tranh chấp đã được đưa ra Tòa án Công lý Quốc tế và kết quả là vào cuối năm 2002, Tòa phán quyết đảo này thuộc về Malaysia.

## Địa lý
Đảo Ligitan là một đảo nhỏ nằm trong biển Celebes và ở về phía đông đảo Borneo. Đảo cao 9,1 m, một phần được bao phủ bởi cây bụi. Đây là bộ phận của nhóm các đảo nhỏ và rạn san hô có tên gọi là Nhóm Ligitan.

## Tranh chấp
Đảo Ligitan - cùng với đảo Sidapan - từng là đối tượng tranh chấp giữa Malaysia với nước láng giềng Indonesia. Đòi hỏi chủ quyền của Indonesia dựa chủ yếu vào Hiệp định ký năm 1891 giữa Anh Quốc và Hà Lan, theo đó vĩ tuyến 4°10' Bắc là đường phân giới giữa các thuộc địa của Anh và Hà Lan. Nước này cho rằng đảo Ligitan (có vĩ độ 4°09') nằm về phía nam giới tuyến này, nên nay phải thuộc về Indonesia. Phía Malaysia lại khẳng định ranh giới 1891 chỉ nhằm phân định phần đất liền trên đảo Borneo và Sebatik.
Sau khi xem xét, Toà án Công lý Quốc tế cho rằng Malaysia đã "chiếm hữu hiệu quả" đảo này từ thời chính quyền thuộc địa Anh ở Bắc Borneo. Toà bác luận điểm của Indonesia về "chiếm hữu hiệu quả" dựa vào việc ngư dân nước này từ lâu đã đánh bắt cá gần đảo, bởi vì "các hoạt động tiến hành bởi cá nhân" không thể xem là "chiếm hữu hiệu quả" do không dựa vào bất kì luật lệ chính thức nào hay diễn ra dưới quyền lực nhà nước. Khi chính quyền Bắc Borneo và sau này là Malaysia tiến hành một số hoạt động như bảo tồn rùa và xây hải đăng trên đảo thì Hà Lan và Indonesia cũng không hề tỏ ý không đồng tình hay lên tiếng phản đối.
Ngoài ra, một quốc gia khác là Philippines cũng nộp đơn can thiệp tiến trình kiện tụng dựa trên cơ sở rằng nước này cũng tuyên bố chủ quyền đối với Bắc Borneo. Tòa án Công lý Quốc tế đã bác bỏ đơn xin phép can thiệp của Philippines vào ngày 23 tháng 10 năm 2001.